# Йозеф Костка
Йозеф Костка (словац. Jozef Kostka, 29 січня 1912, Ступава, Угорщина — 20 вересня 1996, Братислава, Словаччина) — словацький скульптор і педагог, засновник сучасної словацької скульптури.

## Біографія

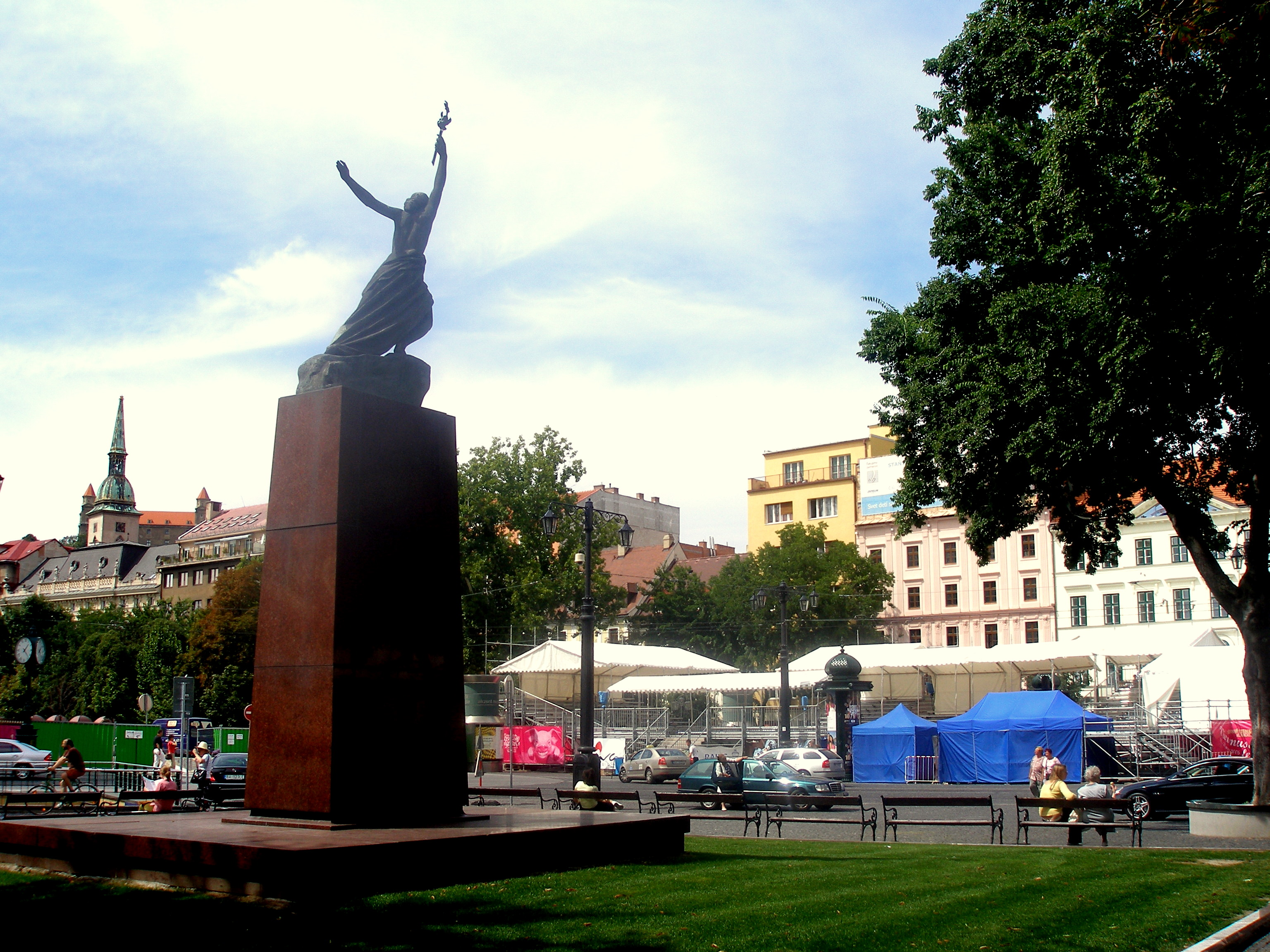

Першим вчителем Йозефа Костки був його стрийко — гончар Фердіш Костка. У 1932 році Йозеф вступив до Празької академії мистецтв на спеціальність архітектура та дизайн, де навчався в професора Карла Дворжака.
У 1938 році він взяв участь у виставці словацького мистецтва в Нью-Йорку. У 1938—1939 роках навчався у Школі образотворчих мистецтв у Парижі, яку закінчив у 1939 році.
Костка є одним зі засновників словацької повоєнної культури. Костка приніс до Словаччини імпульси чеської скульптурної школи 20 століття, а також французької скульптури від Огюста Родена до Арістида Майоля. Його ранні скульптури: «Дівчина з драпува́нням» (1939), «Поезія» (1939–42), «Ніч» (1940), «Сон» (1941–42), «Сорок четвертий рік» (1944) сьогодні належать до золотого фонду словацької сучасної скульптури.
У 1940—1949 роках Йозеф Костка працював на кафедрі малювання та живопису в Словацькому технічному університеті за спеціальністю мистецтво моделювання, яка пізніше стала коледжем образотворчих мистецтв. Як професор — викладач, він виховував покоління словацьких скульпторів з 1948 по 1972 рік.
У 1949 році він заснував Академію образотворчих мистецтв у Братиславі, в якій разом з Рудольфом Прибішем виховали цілу низку словацьких скульпторів (Йозеф Янкович, Юрай Меліш, Маріан Губа, Ролер).

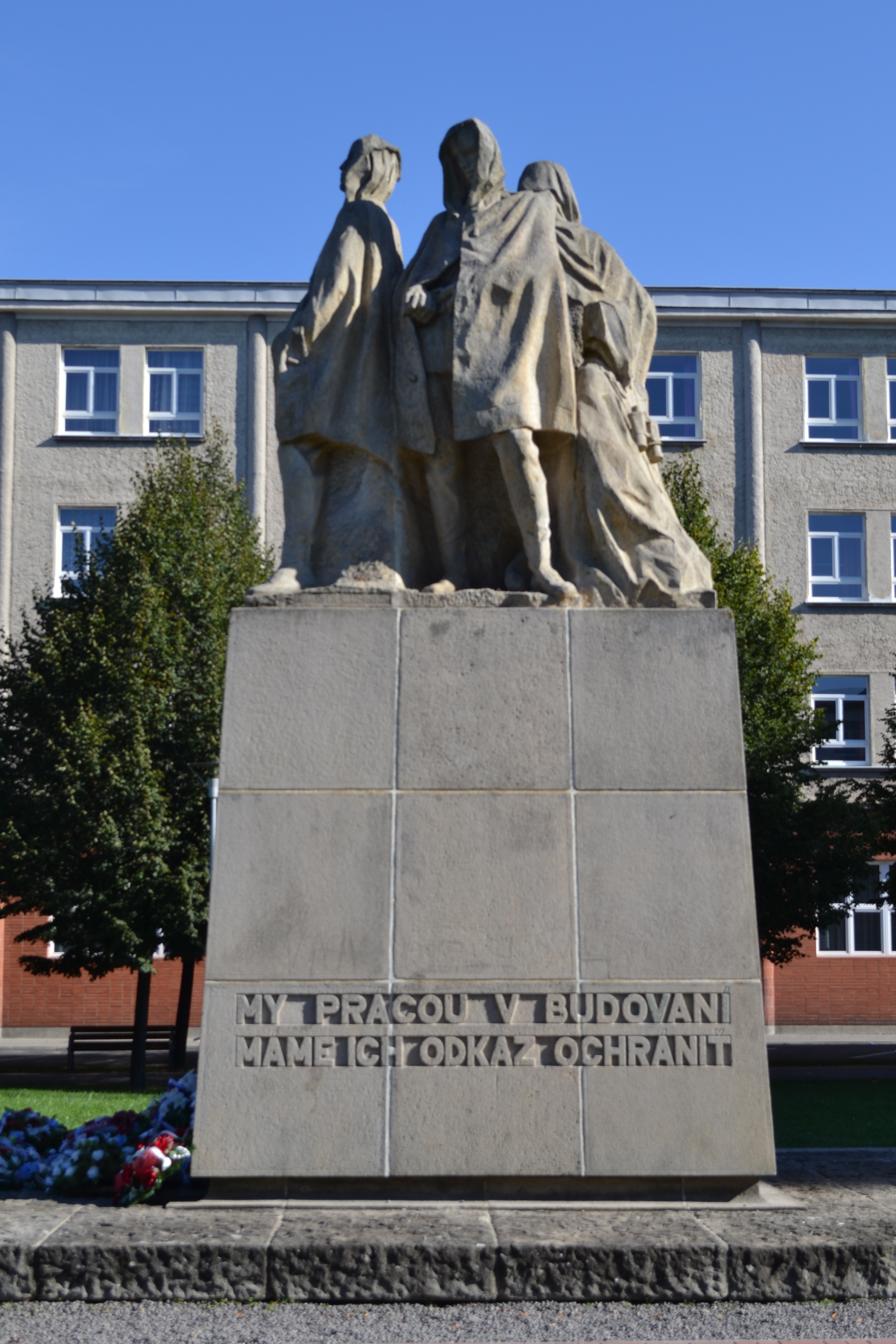
Пам'ятник Словацького національного повстання

У 1969—1970 роках обіймав посаду голови Асоціації словацьких образотворчих художників. У 1972 році він був змушений піти з коледжу образотворчих мистецтв і працював вільним художником.

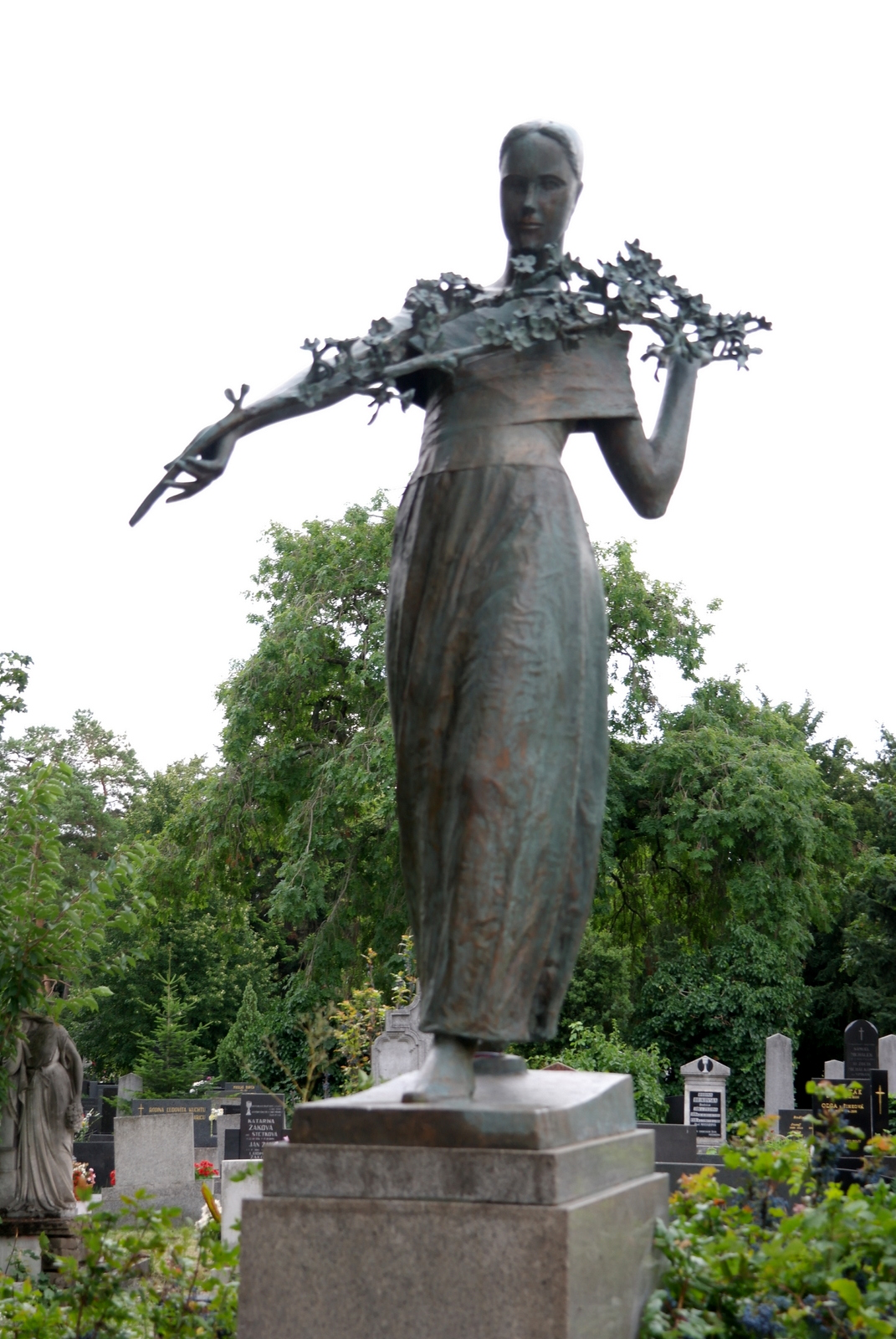
Скульптура на могилі Людовита Штура

## Творчість
У своїй творчості Йозеф Костка дотримувався основних принципів фігурації, сформульованих Огюстом Роденом, однак, особливо в 1960-х роках, він також схилявся до архетипних форм абстракції, наслідуючи спадщину Костянтина Бранкуші. У післявоєнний час у Братиславі він створив багато пам'ятників присвячених перемозі: пам'ятник Перемоги в Братиславі (1946—1949), один із найкращих пам'ятників — пам'ятник Словацького національного повстання для Партизанського (1946—1950).
У 1950-х роках брав участь у міжнародних виставках. У 1957 році — у Міжнародному бієнале в Сан-Паулу, на Всесвітній виставці в Брюсселі в 1958 році він був нагороджений срібною медаллю за рельєф «На берегах річки», і в цьому ж році він взяв участь у Венеційській бієнале. На братиславському "Славіні" стоїть його скульптура «Подяка» (1963). У 1964 році він створив пам'ятник Людовиту Штурові в Модрі — скульптуру «Словацька весна».
1960-ті роки є одними з найбільш плідних у творчості Костки. У 1967 році він одержав звання національного художника на піку творчих здібностей та соціального визнання. Роботи Костки цього періоду виставлялися на колективних виставках у Братиславському будинку мистецтва та в празькому Манесі (Pražský Mánes) у 1968—1969 роках.
Працюючи над скульптурами, Костка багато малював. Тисячі малюнків оголених тіл, переважно намальованих чорнилом, призвели до кількох циклів («На набережній», 1962; «Чорні ню», 1963; «Чорні дні», 1965; «Маски», 1966; «Дон Кіхот», 1967; «Балади», 1965—1967 та інші).
У 1966—1968 роках Йозеф Костка здійснив ряд поїздок з навчальною метою до Англії, Франції та Італії.